# Tirreno-Adriatico 1997
La Tirreno-Adriatico 1997, trentaduesima edizione della corsa, si svolse dal 12 al 19 marzo 1997 su un percorso di 1163 km, su un percorso suddiviso su 7 tappe, più un prologo iniziale. La vittoria fu appannaggio dell'italiano Roberto Petito, che completò il percorso in 28h20'26", precedendo il connazionale Gianluca Pianegonda e lo svizzero Beat Zberg.
I ciclisti che partirono da Sorrento furono 166, mentre coloro che tagliarono il traguardo di San Benedetto del Tronto furono 86.

## Tappe
| Tappa  | Data     | Percorso                               | km   | Vincitore di tappa | Leader cl. generale |
| ------ | -------- | -------------------------------------- | ---- | ------------------ | ------------------- |
| Prol.  | 12 marzo | Sorrento > Sorrento                    | 4    | Rolf Sørensen      | Rolf Sørensen       |
| 1ª     | 13 marzo | Sorrento > Venafro                     | 192  | Endrio Leoni       | Rolf Sørensen       |
| 2ª     | 14 marzo | Venafro > Pescasseroli                 | 131  | Davide Casarotto   | Roberto Petito      |
| 3ª     | 15 marzo | Pescasseroli > Narni                   | 213  | Michele Bartoli    | Roberto Petito      |
| 4ª     | 16 marzo | Circuito delle Marmore (Terni)         | 117  | Giovanni Lombardi  | Roberto Petito      |
| 5ª     | 17 marzo | Ferentillo > Corinaldo                 | 187  | Andrea Ferrigato   | Roberto Petito      |
| 6ª     | 18 marzo | Monte Urano > Montegranaro             | 160  | Dmitrij Konyšev    | Roberto Petito      |
| 7ª     | 19 marzo | Grottammare > San Benedetto del Tronto | 159  | Mario Traversoni   | Roberto Petito      |
| Totale | Totale   | Totale                                 | 1163 |                    |                     |

## Dettagli delle tappe

### Prologo
- 12 marzo: Sorrento > Sorrento – 4 km

Risultati
| Pos. | Corridore          | Squadra          | Tempo |
| ---- | ------------------ | ---------------- | ----- |
| 1    | Rolf Sørensen      | Rabobank         | 4'38" |
| 2    | Erik Dekker        | Rabobank         | a 1"  |
| 3    | Maurizio Fondriest | Saeco-Cannondale | a 2"  |

| Pos. | Corridore     | Squadra  | Tempo |
| ---- | ------------- | -------- | ----- |
| 1    | Rolf Sørensen | Rabobank | 4'38" |

### 1ª tappa
- 13 marzo: Sorrento > Venafro – 192 km

Risultati
| Pos. | Corridore        | Squadra               | Tempo    |
| ---- | ---------------- | --------------------- | -------- |
| 1    | Endrio Leoni     | Team Deutsche Telekom | 4h47'54" |
| 2    | Nicola Minali    | Batik-Del Monte       | s.t.     |
| 3    | Mario Traversoni | Mercatone Uno-Wega    | s.t.     |

| Pos. | Corridore     | Squadra  | Tempo |
| ---- | ------------- | -------- | ----- |
| 1    | Rolf Sørensen | Rabobank |       |

### 2ª tappa
- 14 marzo: Venafro > Pescasseroli – 131 km

Risultati
| Pos. | Corridore        | Squadra            | Tempo    |
| ---- | ---------------- | ------------------ | -------- |
| 1    | Davide Casarotto | Scrigno-Gaerne     | 3h33'08" |
| 2    | Roberto Petito   | Saeco-Estro        |          |
| 3    | Beat Zberg       | Mercatone Uno-Wega |          |

| Pos. | Corridore      | Squadra     | Tempo |
| ---- | -------------- | ----------- | ----- |
| 1    | Roberto Petito | Saeco-Estro |       |

### 3ª tappa
- 15 marzo: Pescasseroli > Narni – 213 km

Risultati
| Pos. | Corridore            | Squadra                      | Tempo    |
| ---- | -------------------- | ---------------------------- | -------- |
| 1    | Michele Bartoli      | MG Boys Maglificio-Technogym | 4h58'52" |
| 2    | Francesco Casagrande | Saeco-Estro                  |          |
| 3    | Gabriele Colombo     | Batik-Del Monte              |          |

| Pos. | Corridore      | Squadra     | Tempo |
| ---- | -------------- | ----------- | ----- |
| 1    | Roberto Petito | Saeco-Estro |       |

### 4ª tappa
- 16 marzo: Circuito delle Marmore (Terni) – 117 km

Risultati
| Pos. | Corridore         | Squadra               | Tempo    |
| ---- | ----------------- | --------------------- | -------- |
| 1    | Giovanni Lombardi | Team Deutsche Telekom | 2h35'48" |
| 2    | Ján Svorada       | Mapei-GB              | s.t.     |
| 3    | Glenn Magnusson   | Amore & Vita          | s.t.     |

| Pos. | Corridore      | Squadra     | Tempo |
| ---- | -------------- | ----------- | ----- |
| 1    | Roberto Petito | Saeco-Estro |       |

### 5ª tappa
- 17 marzo: Ferentillo > Corinaldo – 187 km

Risultati
| Pos. | Corridore        | Squadra                      | Tempo    |
| ---- | ---------------- | ---------------------------- | -------- |
| 1    | Andrea Ferrigato | Vini Caldirola-Sidermec      | 4h39'15" |
| 2    | Michele Bartoli  | MG Boys Maglificio-Technogym |          |
| 3    | Lars Michaelsen  | TVM-Farm Frites              |          |

| Pos. | Corridore      | Squadra     | Tempo |
| ---- | -------------- | ----------- | ----- |
| 1    | Roberto Petito | Saeco-Estro |       |

### 6ª tappa
- 18 marzo: Monte Urano > Montegranaro – 160 km

Risultati
| Pos. | Corridore        | Squadra               | Tempo    |
| ---- | ---------------- | --------------------- | -------- |
| 1    | Dmitrij Konyšev  | Roslotto-ZG Mobili    | 4h16'02" |
| 2    | Roberto Petito   | Saeco-Estro           |          |
| 3    | Kai Hundertmarck | Team Deutsche Telekom |          |

| Pos. | Corridore      | Squadra     | Tempo |
| ---- | -------------- | ----------- | ----- |
| 1    | Roberto Petito | Saeco-Estro |       |

### 7ª tappa
- 19 marzo: Grottammare > San Benedetto del Tronto – 159 km

Risultati
| Pos. | Corridore         | Squadra               | Tempo    |
| ---- | ----------------- | --------------------- | -------- |
| 1    | Mario Traversoni  | Mercatone Uno-Wega    | 3h53'05" |
| 2    | Nicola Minali     | Batik-Del Monte       | s.t.     |
| 3    | Giovanni Lombardi | Team Deutsche Telekom | s.t.     |

| Pos. | Corridore           | Squadra            | Tempo     |
| ---- | ------------------- | ------------------ | --------- |
| 1    | Roberto Petito      | Saeco-Estro        | 28h20'26" |
| 2    | Gianluca Pianegonda | Mapei-GB           | a 8"      |
| 3    | Beat Zberg          | Mercatone Uno-Wega | a 15"     |

## Classifiche finali

### Classifica generale - Maglia azzurra
| Pos. | Corridore            | Squadra                         | Tempo     |
| ---- | -------------------- | ------------------------------- | --------- |
| 1    | Roberto Petito       | Saeco-Estro                     | 28h20'26" |
| 2    | Gianluca Pianegonda  | Mapei-GB                        | a 8"      |
| 3    | Beat Zberg           | Mercatone Uno-Wega              | a 15"     |
| 4    | Massimiliano Gentili | Cantina Tollo-Carrier-Starplast | a 26"     |
| 5    | Davide Casarotto     | Scrigno-Gaerne                  | a 27"     |
| 6    | Vassili Davidenko    | Kross-Montanari                 | a 51"     |
| 7    | Massimo Donati       | Saeco-Estro                     | a 1'28"   |
| 8    | Michele Bartoli      | MG Boys Maglificio-Technogym    | a 2'47"   |
| 9    | Francesco Casagrande | Saeco-Estro                     | a 3'03"   |
| 10   | Rodolfo Massi        | Casino-C'est votre Equipe       | a 3'06"   |